# 早安您好台視新聞
《早安您好台視新聞》（Good Morning TTV News），簡稱《早安您好》，為台視於1988年10月10日起播放的晨間新聞節目，開播時播出時間為每週一至週六早上06:30至08:30，現行播出時間為每週一至週五07:00至08:00。

## 歷史
1988年10月10日，《早安您好台視新聞》開播，最早的播出時間為每日06:30～08:30；當時台視會在《早安您好台視新聞》之前的每日06:20～06:30播一段「迷你卡通」，然後《早安您好台視新聞》在每日06:30、07:00、08:00各播一節新聞，《早安您好台視新聞》內其餘時段各播三節氣象與兩節路況報導。而當時《早安您好台視新聞》在每日06:30～06:40播出10分鐘的CNN「國際新聞」，但台視只作標題而不翻译。
2013年12月9日，《早安您好台視新聞》於台視HD台改以高畫質播出，唯當時高畫質僅限鏡面及播報畫面部分，採訪畫面尚為標準畫質。2014年4月中旬開始，在台視HD台播出的採訪帶，已逐漸改為高清畫質，並更新開場動畫。
2018年3月起，若週六為補班日，則當日的《早安您好台視新聞》照常播出（只在台視新聞台播出）。

## 歷任主播
男性
- 顧安生
- 彭文正（1990年6月－1991年12月）
- 戴忠仁
- 李偉國（1995年4月24日－時間不明）
- 劉玉嘉
- 林裕展

女性
- 葉樹姍（時間不明－1992年10月4日）
- 李惠惠（1992年10月5日－時間不明）
- 劉麗惠（1995年4月24日－時間不明）
- 石怡潔（2001年3月12日－2001年6月15日）
- 謝璧蓮（2003年11月17日－2010年2月26日）
- 姚佳倩（2010年3月1日－2010年7月2日）
- 郭育盈（2010年7月5日－2015年5月29日）
- 劉宜函（2015年6月1日－時間不明）
- 主播輪播（時間不明－至今）

氣象預報
- 任立渝
- 熊臺玉（2000年－2007年11月）
- 張宇（2010年9月13日－時間不明）

## 播出時間
- 1988年10月10日－1995年12月16日：06:30 - 08:30（平日及週六）[4]
- 1995年12月18日－1997年2月5日：06:30 - 08:25（平日）
- 1996年7月13日－1997年2月1日：06:30 - 08:00（週六）
- 1997年2月11日－2000年11月7日：06:30 - 08:00（週二至週六）
- 1999年11月1日－2000年11月6日：06:30 - 07:50（週一）
- 2000年11月9日－2000年12月30日：06:30 - 08:00（平日及週六）
- 2001年1月1日－2001年3月9日：06:30 - 07:30（平日及週六）
- 2001年3月10日－2002年4月18日：06:30 - 08:00（平日及週六）
- 2001年4月19日－2002年9月7日：06:30 - 07:30（平日及週六）
- 2002年9月9日－時間不明：06:30 - 07:35（平日及週六）
- 2009年9月－2010年12月31日：06:30 - 09:00（週一至週四）
- 2010年3月5日－2010年8月27日：06:30 - 08:00（週五）
- 2010年9月3日－2010年12月31日：06:30 - 09:00（週五）
- 2011年1月3日－2016年12月16日：07:00 - 09:00（週一至週五）
- 2016年12月19日－：07:00 - 08:00（週一至週五、補班日（週六[5]））

## 片頭動畫
- 約1989年年中：片頭為簡單日出動畫，隨後為簡短新聞提要，在新聞摘要片中，下方開始出現草綠色分隔線，隨後藍字「臺視」由右至左移動後定位，右側太陽與橘字「早安您好」則分別往上、往下逐漸展開。國字部份均為手寫字。
- 1990年代前期：數則國內外新聞畫面逐一疊加至不完整的立體「早」字剖面，最後出現標題「早安您好」，再將早字下方突出成完整的「早」字並伴隨日出畫面。隨後為簡短新聞摘要。
- 1990年代後期－2001年3月9日：動畫當中出現日出畫面，鏡頭飛過窗台前，緊接著指向06:30的鬧鐘開始響起，之後為2-3則重點新聞摘要。

2001年3月改版前，開場背景配樂為「The Olympic Spirit」的重新編曲版，曲長約30秒左右。
- 2001年3月12日－2001年6月15日：畫面下方皆為地球轉動的畫面，在動畫開始不久後，即以炫光方式於畫面上方呈現「早安您好台視新聞」的標題，並持續至動畫結束。
- 2001年6月18日－2003年:
- 2003年11月17日－2000年代中期：蠟筆風動畫，先為屋外場景，並出現黃黑框「早安您好台視新聞」的字樣，接著為小孩嬉戲的場景，最後以鳥類飛翔的畫面作結。
- 2000年代中期－2010年2月26日：藍色調動畫，日出陽光灑落屋裡擺設，並出現台視的台標（2008年年中後，因應台標變更有稍作修改），接著出現「早安您好台視新聞」的字樣。
- 2010年3月1日－2014年4月11日：紅黃色碎片於白底背景交織之後，連成一束並穿越各類型新聞代表之英文單字的弧線，再穿出大型的NEWS字樣，並伴隨黃色細彩條通過，最後淡入至天空與草地的背景，並上下移入出現「早安您好（金色）台視新聞（藍色）」的帶框立體字，中間並有金色TTV NEWS的字樣，再以上下字中間橫越光點作結。
- 2014年4月14日－2015年6月12日：仍為電腦動畫。日出畫面搭配左側噴出彩花，及右側花圈圍繞，以及下方地面方塊排列的台視台標，接著地面轉為綠地，依序出現城堡、大樹及房屋，右側花圈繼續延伸至隨後由上方往下排出的地球狀花朵，最後早安您好（綠字）台視新聞（黃字）及白字英文「TTV News」迅速壓下後，灰地面轉為裂石並揚起白煙，再以出現白鴿飛行與地面開花的畫面作結。此為高畫質製作第一代版本。
- 2015年6月15日至今：畫面主軸為台視採訪車駛過馬路的動畫，路旁景物依序由紅葉、世界主要高樓建築、綠色能源到最後的台灣名勝，直到採訪車駛入台視大樓，接著畫面下方轉為台灣高山景象，淡黃色「早安您好台視新聞」及中間帶「GOOD MORNING」的英文字樣標題出現，再以數隻白鳥列隊飛行的畫面結尾。設計師是動畫師吳延慶先生。

現行動畫背景音樂自2003年後即使用至今，皆無改變。

## 外部連結
- 早安您好台視新聞的截圖(台視美洲台) （页面存档备份，存于）

| 臺灣 臺灣電視台 | 臺灣 臺灣電視台                           | 臺灣 臺灣電視台 |
| --------------- | ----------------------------------------- | --------------- |
|                 | 早安您好台視新聞 （1988年10月10日－至今） |                 |
| —               | —                                         |                 |

| 臺灣 台視新聞台 | 臺灣 台視新聞台                         | 臺灣 台視新聞台 |
| --------------- | --------------------------------------- | --------------- |
|                 | 早安您好台視新聞 （2015年1月1日－至今） |                 |
| —               | —                                       |                 |